# او، موسکنس
او (به لاتین: Å) یک روستا در نروژ است که در لوفوتن واقع شده‌است.

## خصوصیات
او ۱۰ متر بالاتر از سطح دریا واقع شده‌است.